# Skalstugan

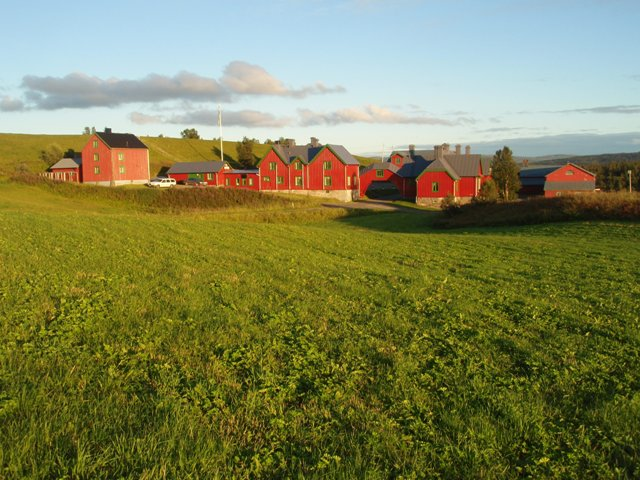
Skalstugan 2008-08-15.

Skalstugan är sista svenska byn utmed länsväg 322 mot Norge i Åre socken i Åre kommun, Jämtland. Det drivs idag som fjällpensionat.

## Historia
Under medeltiden var Trondheim Nordens viktigaste vallfartsort. Huvudvägen från Jämtland passerade Skalstugan, en av Nidarosvägarna. Skalstugan var sista övernattningsstället innan gränspassagen mot Norge.
År 1602 beslutade Kristian IV att tre stycken nya fjällstugor längs den viktiga handelsleden skulle byggas, två på norska sidan och en på den svenska. Stugornas uppgift var att märka ut leden över fjället samt att hålla stugor och stall för resande och deras hästar. Störst trafik över fjället var det på 1600–1800-talet då jämtländska bönder stannade till under färden mot Norges största marknad (Marsimartnan) i Levanger med historia som kan spåras tillbaka till vikingatiden.
När Jämtland blivit svenskt inrättades en tullstation längs leden i byn. Byns betydelse i modern tid verifieras av att tullen var förlagd där från 1700-talet fram tills nuvarande E14 blev klar 1958 och tullen flyttades till Storlien. Tullhuset finns kvar och ligger precis intill Karolinergraven.

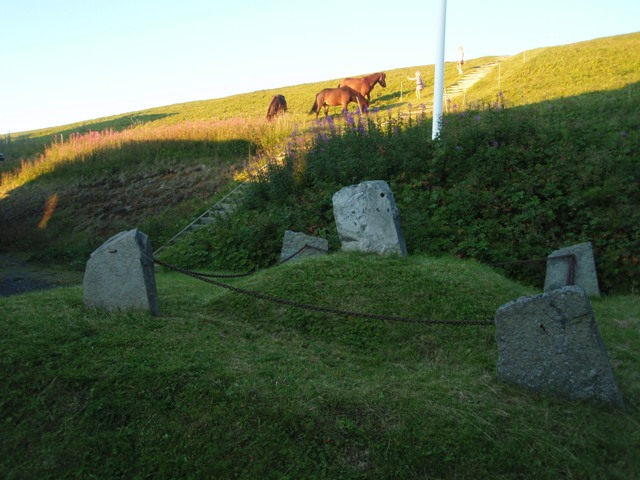
Karolinergraven invid flaggstången mitt i Skalstugan by.

År 1718 hyste byn Carl Gustav Armfelts 10 000 man starka karolinerarmé under tre dagar inför invasionen av Trondheim, en del av en större invasion av Norge under stora nordiska kriget. Invasionen avbröts dock och återtåget blev en logistisk katastrof under benämningen Katastrofen på Öjfjället där runt 3 000 soldater frös ihjäl.
Mellan 1815 och 1835 rustades vägen mellan Duved och Norge upp på order av Karl XIV Johan som även invigde den genom att resa på den. Han besökte även Skalstugan under invigningen som 1834 upphöjts till gästgiveri efter flera tillbyggnader för att kunna inhysa fler gäster och hästar. Vägen heter än idag Karl Johansvägen.
År 1880 öppnades järnvägen mellan Sundsvall och Trondheim vilket drastiskt sänkte vägtrafiken över fjället och livligheten på gästgiveriet. Men samtidigt började en ny typ av resenärer besöka trakterna, så kallade sportsmen som kom för naturen och jagade, fiskade och greps av skönheten och luftens hälsobringande förmågor.
År 1887 klev skotten Sir Tom Nickalls av tåget i Duved med målet att förvärva ett semestertillhåll för sin familj. Efter lite groll med myndigheter så lyckades han, via en norsk bulvan, förvärva Skalstugan. Han lät bygga om de redan existerande byggnaderna samt byggde en ny bostad för sig själv, en så kallad jaktvilla. Släkten Nickalls roade sig och vänner med jakt, fiske och sällskapsdans fram till 1902 då fastigheten köptes av ännu en jakt- och fiskeintresserad man: K. A Wallenberg.
År 1932 överläts fastigheten till brorsonen Marcus Wallenberg som under kriget lånade ut hela Skalstugan till militären. Skalstugan var under kriget en gränspost för ca 350 man i försvaret mot en eventuellt tysk invasion via Norge.
Efter krigsslutet 1945 skapades Stiftelsen Skalstugan i samband med ett omfattande reparations- och moderniseringsarbete. I augusti 1947 invigdes Skalstugan för sitt nuvarande ändamål: semesterhem för SEB:s personal.

## Skalstugans stiftelse
Skalstugans stiftelse driver idag Skalstugan som sedan 1947 fungerar som semesterhem för SEB:s anställda. 